# Золоті монети Владислава Жигимонтовича
Золоті монети Владислава Жигимонтовича — монети, що карбувалися під час царювання Владислава Вази. Відмінною рисою цих монет було те, що поступово їхня вага знижувалась і карбування робили за різними ваговими нормами.

## Історія
Незадовго до повалення Василя Шуйського в скарбниці не залишилося срібла, яке було потрібне для плати найманим військам. У цей момент почалося карбування і випуск золотих монет — копійок та дєнєг.
Золоту копійку стали карбувати тими ж штемпелями, що й карбували срібну. Для карбування золотої дєньги використовували штемпелі, які збереглися ще з часів царя Федора Івановича і на яких було його ім'я. Норми Торгової книги встановили курс золота щодо срібла як 1:10.
Після того, як 17 липня 1610 року в Москві спалахнув заколот, Василь Шуйський був пострижений у ченці. Влада в країні перейшла до рук Боярської Думи, і місто присягнуло польському королевичу Владиславу Жигимонтовичу. На той момент йому було 14 років.
У Новгороді та Москві грошові двори стали карбувати монету — копійку з ім'ям Владислава Жигимонтовича, дотримуючись московської традиції карбування монет. Під час царювання польського королевича монети карбувалися за різними ваговими нормами. Так, карбування перших монет проходило по трьох карбованцевій стопі. Полегшена монета чеканилася з вересня 1611 року. Нова стопа дорівнювала 3,4 рубля з гривень срібла, вага копійки складала 0,6 г. Через деякий час з'явилися монети чотирьох рублевої стопи, середня вага яких становила 0,51 г. Зниження ваги монет тривало і монети досягли ваги в 0,48 г, Потім стало одно 0,41 г. Водночас із карбуванням копійки налагодили випуск гривенника — нового типу золотої монети. Для його карбування використовувалися ті ж штемпелі, що і для карбування копійки. Його вага, як і вага копійки, знижувалася. Між собою номінали вирізнялися металом. На звороті монет Владислава Жигимонтовича значилося «Господар і Великий князь Владислав Жигимонтович всієї Русі». Маса цих монет зменшувалась регулярно, практично щомісяця. Восени 1612 року вона склала 0,47 грам. Існують відомості, що для карбування золотих монет було переплавлено золоті статуї, що знаходилися в Кремлі.
У 1611 році шведами було захоплено Новгород. Вони стали скуповувати повноцінну копійку і потім перекарбувати її в легковагу.
Коли восени 1612 року, литовські та польські гарнізони були витіснені з Москви, карбування монет у золоті було припинено.
Період з 1610 по 1613 рік став винятковим періодом, коли в московському грошовому обігу періоду XIV—XVII століть були присутні золоті монети. З 1613 відновилося обслуговування срібними монетами — копійками, а денга в обігу майже була відсутня .